# 美学美術史学科
美学美術史学科（びがくびじゅつしがっか）とは、美術という学問分野の中で、美学、美術論、哲学と美術史、思想史などを学問として取り扱う教育分野を一括りにした教育コースのこと。
主に大学や大学院での教育コース名として用いられている。
大学においての卒業制作は、他の美術芸術系学科と異なり、作品よりも論文の形式。

## 主な設置大学
- 実践女子大学文学部
- 群馬県立女子大学文学部

## 類似学科設置大学
- 東京大学文学部 人文学科 美学芸術学専修課程
- 東京大学文学部 人文学科 美術史学専修課程
- 学習院大学文学部 哲学科 哲学・思想史系／美学・美術史系
- 共立女子大学文芸学部 文芸学科 造形芸術コース、劇芸術コース
- 慶應義塾大学文学部 人文社会学科 美学美術史学専攻
- 國學院大學文学部 哲学科 美学・美術コース
- 日本大学芸術学部 文芸学科
- 帝京大学文学部 史学科 美術史・文化遺産コース
- 国際基督教大学教養学部 美術・考古学メジャー
- 成城大学文芸学部 芸術学科 美術史学、映画学、美学、音楽学の各専攻
- 玉川大学芸術学部 メディアアーツ学科 メディアアーツコース、パフォーミングアーツコース
- 青山学院大学文学部 比較芸術学科
- お茶の水女子大学文教育学部 人文科学科 哲学・倫理学・美術史コース
- 跡見学園女子大学文学部 人文学科 造形表現コース
- 東海大学教養学部 芸術学科 美術学課程、芸術学課程（その他はプロダクト、グラフィック、アーティスティックのコースをもつデザイン学と音楽学）
- 早稲田大学文学部 文学科 美術史コース
- 富山大学芸術文化学部 芸術文化学科 文化マネジメントコース
- 名古屋大学文学部 人文学科 美術史学・考古学専攻
- 京都大学文学部 人文学科 美学美術史学専修
- 京都芸術大学芸術学部 アートプロデュース学科／歴史遺産学科
- 大阪大学文学部 美学美術史関係 美学文芸学専修／美術史学専修（他、音楽学、演劇学専修）
- 神戸大学文学部 人文学科 芸術学専修／美術史学専修
- 大阪芸術大学 芸術学部 文芸学科
- 同志社大学文学部 美学芸術学科
- 関西大学文学部 総合人文学科 芸術学美術史専修
- 関西学院大学文学部 文化歴史学科 歴史系グループ、思想文化系グループ
- 近畿大学文芸学部 芸術学科 造形美術専攻
- 帝塚山学院大学リベラルアーツ学部 リベラルアーツ学科 芸術学専攻
- 岡山大学文学部 人文学科 哲学芸術学専修コース 芸術学領域
- 山口大学人文学部 人文社会学科 哲学思想コース 美学美術史
- 九州大学文学部 人文学科 哲学コース 美学・美術史専門分野
- 別府大学文学部 史学・文化財学科 考古学・文化財科学コース／環境歴史学・文化遺産コース（2009年以前は芸術文化学科美学美術史コース（2000年以前は美学美術史学科）、史学科、文化財学科）